# Petr Bukovský
Petr Bukovský (* 1. dubna 1947 v Praze) je textař populárních písní, podílel se na přípravě prvního Intertalentu. Spolupracoval s Československou televizí a rozhlasem. Hudbu k jeho textům složili např. Daniel Dobiáš, Vlastimil Hála, Pavel Zedník, Zdeněk Barták ml., Jaroslav Uhlíř, Miroslav Kunst, Jaromír Klempíř, Mojmír Smékal, Jan Smolka aj.
Je autorem více než 300 písňových textů, účastník mnoha festivalů populární hudby, řada písní byla oceněna a je také přeložena a provozována v zahraničí.

## Interpreti
Jeho texty zpívali např. Naďa Urbánková, Jitka Zelenková, Jiří Helekal, Miluše Voborníková, Viktor Sodoma, Karel Bláha, Josef Zíma, Hana Talpová, Zlata Adamovská. V oblasti dechové hudby spolupracoval s předními kapelami:Pražská kapela Petra Finka, Elektroband Pavla Zedníka, Zlatá muzika, Veselka Ladislava Kubeše a mnoha dalšími.Je absolutním vítězem celého ročníku soutěže Sedm mikrofonů s písní Pomlázkový had.Dnes vám budem polku hrát-nejlepší píseň vydavatelství Panton, 1974. Jeho písně zpívali také přední zpěváci dechové a lidové hudby: Josef Oplt, Ivana Brožová, Josef Zíma, Svatava Černá, Pavel Heidinger, Karel Hegner, Richard Adam aj.

## Diskografie, výběr
- Vyzvání na cestu (LP, Panton, 1975),
- Kdyby všichni muzikanti (LP, Supraphon, 1977),
- Malé dechovky vyhrávají (LP, Supraphon, 1977),
- Muchachito (LP, Supraphon, 1978),
- Velkopopovická kozlovka (LP, Supraphon, 1983),
- Dnes vám budem polku hrát (LP, Panton, 1984),
- Modrá písnička. Hrajeme vám pro radost (LP, Supraphon a.s., 1985),
- Hrajú Vacenovjáci (CD, b.m.s.1992),
- Písničky pro pátera Knoxe - Zlata Adamovská (CD, Popron Music, 1992),
- Miliony hvězdiček (CD, Český rozhlas, 1995),
- Já zpívám Ave Maria (CD, Multisonic, 1997),
- Písničky z Barči - Staropražští heligonkáři (MC, Hudební vydavatelství ERKOFON - Štěpán Kozák, 1995),
- Zpívejte křídlovky (CD, Český rozhlas, 1998),
- Den svatební (CD, PolyGram, 1998),
- Bílé konvalinky (CD, Multisonic, 1999),
- Když odchází mládí, Veselka Ladislava Kubeše (CD, Kubešovo hudební vydavatelství, 2002),
- Růže řeknou víc (CD, Surf, 2003),
- Heligonka, moje láska (CD, Česká muzika, 2006),
- Hvězdné písničky České muziky (CD, Československá Muzika, 2007),
- Blázen (CD, Karel Bláha+Produc.centrum Frant.Rychtaříka, 2007),
- My žijem po česku (CD, Český rozhlas, 2007),
- Má,má tě rád - Pavel Bartoň (výběr singlů na LP, Supraphon Music a.s., 2008),
- Co ty víš,proč já se vracím/Tulákův návrat, Jiří Helekal, (LP, Supraphon, 2008),
- Vzpomínek pápěří - Naďa Urbánková (LP, Supraphon a.s., 2010),
- Šumava nemá chybu (CD, Pavel Zedník, 2010, Zdeněk Nedvěd Studio Fontána),
- Chvilka pro písničku (LP, Supraphon a.s., 2012),
- Elektroband Pavla Zedníka (DVD,CD, Československá Muzika, 2012),
- Hájenko, hájenko (DVD,CD, Česká Muzika spol. s r.o., 2012),
- Srdce pro Šlágr (DVD, Česká Muzika spol. s r.o., 2013),
- Podzim s muzikou (DVD, Československá Muzika, Šlágr TV, 2013),
- Šlágr TV Nejžádanější písničky na přání (DVD,CD, Československá Muzika, 2013),
- Děčínská kotva Panton 1970 - 1979 (CD, Supraphon a.s., 2013),
- Jsem na světě rád (CD, Pavel Zedník, 2014),
- My spolu to zvládnem (DVD,CD, Československá Muzika, Šlágr TV, 2014),
- Jsi můj lék (DVD,CD, Československá Muzika, Šlágr TV, 2015),
- Bratislavská lyra 3 1973 - 1976 (CD, Supraphon a.s., 2015),
- Láskou celý hořím (DVD,CD, Československá Muzika, 2015)
- O koních a taky o životě (CD, Československá Muzika, Šlágr TV, 2016),
- Jiří Helekal - singly (CD, Supraphon a.s., 2017),
- Nej hity od A do Z - Elektroband - Divácký výběr 60 nejoblíbenějších písní (3 CD, Československá Muzika, 2018)
- Singly - Jiří Hromádka (CD, Supraphon a.s., 2019),
- Zůstaň svá - Radek Žalud (CD, Radioservis a.s., 2019)
- Zůstaň na malou chvíli (Jsi můj talisman, Tančíme sirtaki, My spolu to zvládnem, Česko, ty umíš všecko - DVD,CD, Česká muzika s.r.o., 2022)

Se Z.Bartákem autorský podíl v TV seriálu Hříchy pro pátera Knoxe,
autor textů písní ve hře francouzských autorů Lhářka (Jean-Jackues Bricaire a Maurice Lassayques),
napsal muzikál Planeta Spireon, ve spolupráci s Českým rozhlasem Videa Rychlé šípy a Ferda Mravenec.